# رسوای عشق
رسوای عشق فیلمی به کارگردانی و نویسندگی احمد نجیب‌زاده محصول سال ۱۳۵۰ است.

## بازیگران
- منوچهر وثوق
- کتایون
- غلامحسین بهمنیار
- احمد قدکچیان
- اکبر جنتی شیرازی
- حمیده خیرآبادی
- فرنگیس فروهر
- محمدتقی کهنمویی
- نوشین
- عباس مهردادیان
- سهیلا شمس
- امیک
- فرشته
- شاپور نادری
- گیتی فروهر
- جنیفر کریستین بل